# 週刊!しゃべレーザー
『週刊！しゃべレーザー』（しゅうかん！しゃべレーザー）は、静岡放送（SBSラジオ）で放送されているラジオ番組。

## 概要
「芸人・カズレーザーが「求められていない事」も話す1時間」を番組コンセプトとし、カズレーザーと薄幸の2人がトークを展開する。2021年7月4日に特番として『号外！しゃべレーザー』が放送され、10月改編に伴いレギュラー化した。
静岡放送のスタッフに早稲田大学寄席演芸研究会の出身者がおり、カズレーザーが同志社大学喜劇研究会に所属していた頃からつながりのある先輩であったためにオファーが来た。構成作家の渡辺佑欣も喜劇研究会の同級生である。

## 出演者
- カズレーザー（メイプル超合金）- メインパーソナリティ。
- 薄幸（納言）- アシスタント。番組内ではカズレーザーから「小泉ちゃん」[注 1]と呼ばれている。

## 放送時間
- 金曜日23:00 - 23:57（2021年10月1日 - ）
- (再放送)土曜日14:00 - 14:57（2022年4月2日 - 2022年9月24日）

また番組はニッポン放送 PODCAST STATIONでも配信される。

## コーナー
- 静岡ニュース

静岡県のローカルニュースを紹介し、それを踏まえて2人がトークする。
- 温泉タオル集め旅

番組初回のフリートークにて、幸が以前出演した『温泉タオル集め旅』というテレビ番組が、あまりにもウソっぽい内容だったため、カズレーザーが本当に実在する番組かどうか疑ったことから生まれたコーナー。リスナーから架空の番組を創作して送ってもらう。
- 続きが気になる話

30秒以内で続きが気になるような話を録音して送ってもらう。
- ネタメール静岡県大会

他のラジオ番組では読まれなかった、ボツネタメールを送ってもらう。
- 裏アカ、特定しました！

さまざまな芸能人がもしSNS裏アカウントを持っていたら、どのような投稿していたかを想像して送ってもらう。